# Нью-Карролтон (станция метро)
Нью-Карролтон (англ. New Carrollton) — конечная наземная открытая станция Вашингтонгского метро (WMATA) на Оранжевой линии и пассажирская станция ж/д экспрессов MARC (Линия Пенн) и Amtrak (линии Норт-ист Регионал и Вермонтер). Она представлена двумя островными платформами, по одной для метро и ж/д экспрессов. Станция обслуживается Washington Metropolitan Area Transit Authority. Расположена в городе Нью-Карролтон с тремя выходами: Харкинс-роад и Эллин-роад, Гарден-сити-драйв у Автомагистрали № 50, Выход № 19 на межштатной автомагистрали № 495.
Станция для обслуживания метро была открыта 20 ноября 1978 года, для ж/д поездов — 16 января 1969 года.

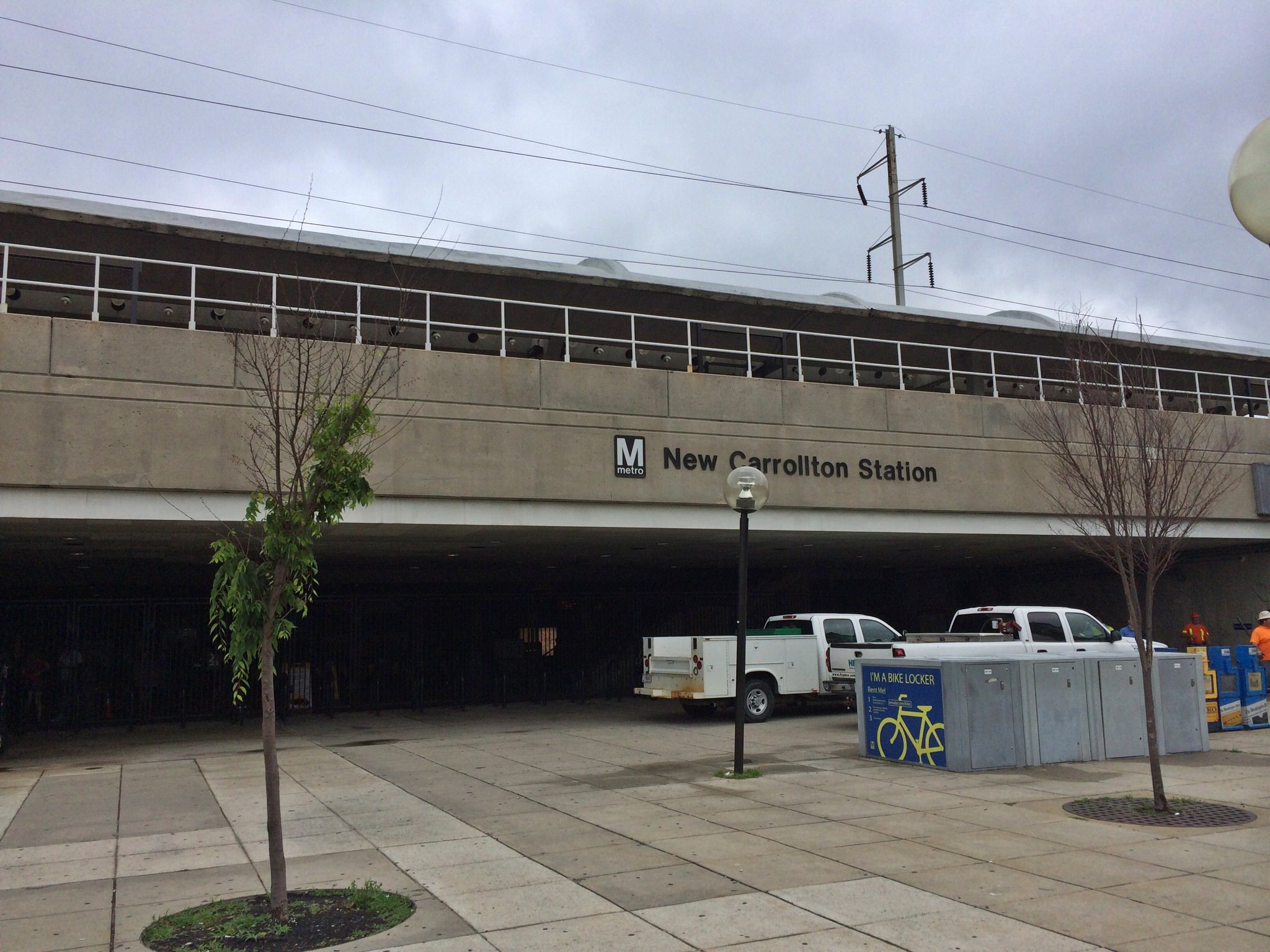
Вход станции

Открытие станции было совмещено с завершением строительства ж/д линии длиной 11,9 км и открытием ещё четырёх станций: Миннесота-авеню, Динвуд, Чеверли, Ландовер
В 2020 году запланировано открытие Фиолетовой линии, открытие которой соединит 4 станции трёх линий Вашингтонского метрополитена: Бетесда и Сильвер-Спринг (Красная линия), Колледж-парк — Мэрилендский университет (Зелёная линия), Нью-Карролтон (Оранжевая линия).

## Режим работы
Открытие — 4:50
Отправление первого поезда в направлении:
- ст. Вена — 5:00
- ст. Фрэнкония-Спрингфилд — 5:36

Отправление последнего поезда в направлении:
- ст. Вена — 23:36[8]